# Oshetna
La rivière Oshetna est un cours d'eau d'Alaska, aux États-Unis situé dans le borough de Matanuska-Susitna. C'est un affluent de la Rivière Susitna.

## Description
Longue de 55 milles (89 km), elle coule en direction du nord-est pour se jeter dans la rivière Susitna à 52 milles (84 km) au nord du col Tahneta et à 72 milles (116 km) au nord-ouest de Gulkana.
Son nom indien a été référencé par les mineurs.

## Sources
- (en) « Oshetna », Geographic Names Information System